# Deutsche Nordische Skimeisterschaften 1994

Logo des Deutschen Skiverbands

Die Deutschen Nordischen Skimeisterschaften 1994 fanden vom 13. bis zum 16. Januar sowie vom 3. bis zum 6. Februar im bayerischen Oberstdorf statt.
Darüber hinaus wurden der 50-km-Skimarathon der Männer, der 30-km-Langlauf der Frauen sowie die Vereinsstaffeln am 26. und 27. März 1994 am Herzogenhorn bei Feldberg im Schwarzwald ausgetragen.

## Skilanglauf

### Frauen

#### 10 km klassisch
| Platz | Sportlerin   | Verein         | Zeit (h)  |
| ----- | ------------ | -------------- | --------- |
| 01    | Steffi Kindt | WSV Oberhof 05 | 0:30:40,0 |
| 02    | Katrin Apel  | WSV Oberhof 05 | 0:30:46,1 |
| 03    | Heike Dickel | SC Girkhausen  | 0:30:53,5 |

Datum: Samstag, 15. Januar 1994

#### 15 km Freistil
| Platz | Sportlerin     | Verein                   | Zeit (h)  |
| ----- | -------------- | ------------------------ | --------- |
| 01    | Ina Kümmel     | SV Oberwiesenthal        | 0:40:05,5 |
| 02    | Sigrid Wille   | SV Maierhöfen-Grünenbach | 0:40:14,2 |
| 03    | Steffi Kindt   | WSV Oberhof 05           | 0:40:17,2 |
| 04    | Constanze Blum | SC Motor Zella-Mehlis    | 0:40:27,9 |
| 05    | Anke Schulze   | SC Willingen             | 0:40:29,5 |
| 06    | Katrin Apel    | WSV Oberhof 05           | 0:40:59,0 |
| 07    | Ina Göhler     | Oberwiesenthaler SV      | 0:41:00,1 |
| 08    | Manuela Wahl   | TGV Schotten             | 0:41:06,1 |

Datum: Donnerstag, 13. Januar 1994

#### 30 km Freistil
| Platz | Sportlerin      | Verein                   | Zeit (h)  |
| ----- | --------------- | ------------------------ | --------- |
| 01    | Sigrid Wille    | SV Maierhöfen-Grünenbach | 1:24:39,5 |
| 02    | Constanze Blum  | SC Motor Zella-Mehlis    | 1:25:27,4 |
| 03    | Anette Ammann   | SZ Leutkirch             | 1:25:30,3 |
| 04    | Katrin Apel     | WSV Oberhof 05           | 1:25:57,5 |
| 05    | Heike Wezel     | SC Bayer Leverkusen      | 1:27:28,4 |
| 06    | Ina Göhler      | Oberwiesenthaler SV      | 1:27:43,0 |
| 07    | Heike Dickel    | SC Girkhausen            | 1:27:44,3 |
| 08    | Claudia Bonsack | SC Bayer Leverkusen      | 1:28:12,0 |
| 09    | Ina Kümmel      | Oberwiesenthaler SV      | 1:30:50,0 |
| 10    | Paddy Zähringer | SZ Breitnau              | 1:31:59,8 |

Datum: Sonntag, 27. März 1994

#### 3 × 5 km Vereinsstaffel
| Platz | Verband                 | Sportlerinnen                           | Zeit (h)  |
| ----- | ----------------------- | --------------------------------------- | --------- |
| 01    | WSV Oberhof 05          | Manuela Henkel Steffi Kindt Katrin Apel | 0:43:04,7 |
| 02    | Oberwiesenthaler SV     | Ina Göhler Viola Bauer Ina Kümmel       | 0:44:10,4 |
| 03    | SC Steinbach-Hallenberg | Kati Wilhelm Silke König Antje König    | 0:44:58,4 |

Datum: Samstag, 26. März 1994

#### 4 × 5 km Verbandsstaffel
| Platz | Verband                     | Sportlerinnen                                            | Zeit (h)  |
| ----- | --------------------------- | -------------------------------------------------------- | --------- |
| 01    | Thüringen (TSV)             | Katrin Apel Manuela Oschmann Constanze Blum Steffi Kindt | 1:01:22,6 |
| 02    | Nordrhein-Westfalen I (WSV) | Cornelia Roth Heike Dickel Ch. Schneider Heike Wezel     | 1:02:47,6 |
| 03    | Sachsen (SVSAC)             | Ina Göhler Bettina Rödel Ina Kümmel Anke Eckert          | 1:03:42,8 |
| 04    | Schwaben (SSV)              |                                                          | 1:06:06,8 |
| 05    | Hessen (HSV)                |                                                          | 1:08:49,0 |

Datum: Sonntag, 16. Januar 1994
Stil: zweimal freie Technik, zweimal klassische Technik

### Männer

#### 15 km klassisch
| Platz | Sportler          | Verein                    | Zeit (h)  |
| ----- | ----------------- | ------------------------- | --------- |
| 01    | Jochen Behle      | SC Monte Kaolino Hirschau | 0:39:23,7 |
| 02    | Torald Rein       | SC Altenau                | 0:39:29,5 |
| 03    | Holger Bauroth    | SC Monte Kaolino Hirschau | 0:39:51,4 |
| 04    | Andreas Schlütter | SC Motor Zella-Mehlis     | 0:39:52,0 |
| 05    | Bertram Seidel    | SK Annaberg               | 0:40:48,1 |
| 06    | Dirk Meusel       | Oberwiesenthaler SV       | 0:41:00,8 |
| 07    | Uwe Bellmann      | SC Monte Kaolino Hirschau | 0:41:08,0 |
| 08    | Sebastian Kleiner | SC Motor Zella-Mehlis     | 0:41:16,5 |
| 09    | Silvio Thieme     | SC Willingen              | 0:41:26,5 |
| 10    | Markus Kraus      | TSV Hartpenning           | 0:41:30,6 |

Datum: Samstag, 15. Januar 1994

#### 30 km Freistil
| Platz | Sportler              | Verein                | Zeit (h)  |
| ----- | --------------------- | --------------------- | --------- |
| 01    | Janko Neuber          | Oberwiesenthaler SV   | 1:11:02,9 |
| 02    | Peter Schlickenrieder | SC Schliersee         | 1:11:03,8 |
| 03    | Bertram Seidel        | SK Annaberg           | 1:11:43,7 |
| 04    | Jens Lautner          | SC Buntenbock         | 1:11:44,3 |
| 05    | Torald Rein           | SC Altenau            | 1:12:00,5 |
| 06    | Mike Greiner          | SC Motor Zella-Mehlis | 1:12:15,4 |
| 07    | Andreas Schlütter     | SC Motor Zella-Mehlis | 1:12:41,9 |
| 08    | Sebastian Kleiner     | SC Motor Zella-Mehlis | 1:12:44,4 |

Datum: Donnerstag, 13. Januar 1994
Teilnehmer: 41

#### 50 km Freistil
| Platz | Sportler           | Verein                    | Zeit (h)  |
| ----- | ------------------ | ------------------------- | --------- |
| 01    | Johann Mühlegg     | SC Marktoberdorf          | 2:02:04,2 |
| 02    | Jan Fiedler        | SSV Geyer                 | 2:03:06,3 |
| 03    | Mike Greiner       | SC Motor Zella-Mehlis     | 2:03:53,8 |
| 04    | Dirk Meusel        | Oberwiesenthaler SV       | 2:04:28,3 |
| 05    | Sebastian Kleiner  | SC Motor Zella-Mehlis     | 2:05:02,8 |
| 06    | Bertram Seidel     | SK Annaberg               | 2:05:43,7 |
| 07    | Markus Kraus       | TSV Hartpenning           | 2:06:02,7 |
| 08    | Kazimierz Urbaniak | SC Monte Kaolino Hirschau | 2:06:02,9 |
| 09    | Steffen Pollack    | WSV Oberhof 05            | 2:06:02,9 |
| 10    | Lutz Liebig        | SV Bayerisch Eisenstein   | 2:06:57,1 |

Datum: Sonntag, 27. März 1994

#### 4 × 10 km Vereinsstaffel
| Platz | Verein                | Sportler                                                       | Zeit (h)  |
| ----- | --------------------- | -------------------------------------------------------------- | --------- |
| 01    | SCMK Hirschau         | Holger Bauroth Jochen Behle Kazimierz Urbaniak Uwe Bellmann    | 1:41:44,3 |
| 02    | Oberwiesenthaler SV   | Dirk Meusel Janko Neuber Jörn Frohs Kyrill Kretschmar          | 1:42:21   |
| 03    | SC Motor Zella-Mehlis | Udo Dannhauer Andreas Schlütter Mike Greiner Sebastian Kleiner | 1:45:45   |
| 04    | SC Willingen          | Florian Göbel Silvio Thieme Patrick Sonntag Volker Neumann     | 1:47:48,0 |

Datum: Samstag, 26. März 1994

#### 4 × 10 km Verbandsstaffel
| Platz | Verband             | Sportler                                             | Zeit (h)  |
| ----- | ------------------- | ---------------------------------------------------- | --------- |
| 01    | Bayern (BSV)        | Stefan Alraun Jochen Behle Markus Kraus Uwe Bellmann | 1:43:33,9 |
| 02    | Sachsen (SVSAC)     | Jan Fiedler Dirk Meusel Bertram Seidel Janko Neuber  | 1:45:36,6 |
| 03    | Niedersachsen (NSV) | Kurde Torald Rein Marek Rein Jens Lautner            | 1:47:06,4 |
| 04    | Thüringen (TSV)     |                                                      | 1:47:07,2 |
| 05    | Schwaben (SSV)      |                                                      | 1:49:21,6 |

Datum: Sonntag, 16. Januar 1994
Stil: zweimal freie Technik, zweimal klassische Technik

## Nordische Kombination

### Einzel (K 90/15 km)
| Platz | Sportler        | Verein                | Sprungpkt. | Laufzeit    | Rückstand   |
| ----- | --------------- | --------------------- | ---------- | ----------- | ----------- |
| 01    | Hans-Peter Pohl | SC Schonach           | 203,0      | 38:27,1 min |             |
| 02    | Falk Schwaar    | SV Klingenthal        | 199,5      | 38:29,9 min | +0:26,1 min |
| 03    | Falk Weber      | WSV Oberhof 05        | 191,5      | 38:38,5 min | +1:28,1 min |
| 04    | Enrico Franke   | Oberwiesenthaler SV   | 191,5      | 39:18,3 min | +2:07,9 min |
| 05    | Christian Dold  | SV Rohrhardsberg      | 191,0      | 39:15,6 min | +2:08,5 min |
| 06    | Jens Deimel     | SK Winterberg         | 196,0      | 40:40,5 min | +3:00,1 min |
| 07    | Markus Görz     | SC Mannheim           | 196,5      | 40:57,2 min | +3:13,4 min |
| 08    | Sven Leonhardt  | Oberwiesenthaler SV   | 167,0      | 37:52,7 min | +3:25,4 min |
| 09    | Christoph Braun | SK Winterberg         | 177,5      | 39:30,5 min | +3:53,4 min |
| 10    | Sven Koch       | SC Motor Zella-Mehlis | 178,5      | 40:07,9 min | +4:24,1 min |

Datum: Freitag, 4. und Samstag, 5. Februar 1994

Obwohl Hans-Peter Pohl zum vierten Mal deutscher Meister wurde, verwehrten ihm Bundestrainer Günther Abel und Kombinations-Koordinator Hermann Weinbuch die Nominierung für den Olympiakader. Neben den abwesenden Thomas Abratis, Thomas Dufter und Roland Braun löste Falk Schwaar das vierte Ticket. Der Schwarzwälder Pohl, der bereits nach dem Springen das Feld anführte, setzte sich auf der dreimal zu laufenden 5-km-Schleife im Rohrmoos souverän gegen Schwaar und Falk Weber durch.

### Teamsprint
| Platz | Verband                     | Sportler                      | Rückstand |
| ----- | --------------------------- | ----------------------------- | --------- |
| 01    | Thüringen I (TSV)           | Sven Koch Falk Weber          |           |
| 02    | Baden-Württemberg I (SBW)   | Thomas Dorer Christian Dold   |           |
| 03    | Nordrhein-Westfalen I (WSV) | Thorsten Peis Christoph Braun |           |

Datum: Donnerstag, 3. Februar 1994

## Skispringen

### Normalschanze
| Platz | Sportler         | Verein              | Weite 1 | Weite 2 | Punkte |
| ----- | ---------------- | ------------------- | ------- | ------- | ------ |
| 01    | Jens Weißflog    | Oberwiesenthaler SV | 087,5 m | 088,0 m | 228,0  |
| 02    | Gerd Siegmund    | WSV Oberhof 05      | 086,5 m | 086,0 m | 220,0  |
| 03    | Ralph Gebstedt   | WSV Oberhof 05      | 084,0 m | 085,0 m | 212,0  |
| 04    | Sven Hannawald   | SC Hinterzarten     | 081,0 m | 084,5 m | 201,0  |
| 05    | Hansjörg Jäkle   | SC Schonach         | 081,5 m | 086,5 m | 197,5  |
| 06    | Dieter Thoma     | SC Hinterzarten     | 080,0 m | 086,5 m | 197,0  |
| 07    | Christof Duffner | SC Schönwald        | 079,5 m | 084,5 m | 191,5  |
| 08    | Steffen Siebert  | Oberwiesenthaler SV | 079,0 m | 079,5 m | 185,5  |
| 09    | Alexander Briest | SC Oberstdorf       | 080,0 m | 081,5 m | 185,0  |
| 10    | Marco Gohlke     | WSV Oberhof 05      | 080,0 m | 082,0 m | 184,5  |

Datum: Freitag, 4. Februar 1994

### Großschanze
| Platz | Sportler         | Verein                | Weite 1 | Weite 2 | Punkte |
| ----- | ---------------- | --------------------- | ------- | ------- | ------ |
| 01    | Jens Weißflog    | Oberwiesenthaler SV   | 117,0 m | 120,0 m | 247,1  |
| 02    | Ralph Gebstedt   | WSV Oberhof 05        | 107,0 m | 108,5 m | 206,9  |
| 03    | Ronny Hornschuh  | SC Motor Zella-Mehlis | 109,0 m | 106,5 m | 205,4  |
| 04    | Sven Hannawald   | SC Hinterzarten       | 106,0 m | 103,5 m | 193,1  |
| 05    | Gerd Siegmund    | WSV Oberhof 05        | 105,0 m | 103,5 m | 191,8  |
| 06    | Hansjörg Jäkle   | SC Schonach           | 105,0 m | 104,0 m | 191,2  |
| 07    | Dieter Thoma     | SC Hinterzarten       | 107,0 m | 103,0 m | 190,0  |
| 08    | Christof Duffner | SC Schönwald          | 103,0 m | 103,0 m | 182,3  |
| 09    | Marco Gohlke     | WSV Oberhof 05        | 102,0 m | 101,0 m | 177,4  |
| 10    | Jens Deimel      | SK Winterberg         | 104,5 m | 095,0 m | 173,1  |

Datum: Sonntag, 6. Februar 1994

### Team
| Platz | Verband                 | Sportler             | Gesamtpunkte |
| ----- | ----------------------- | -------------------- | ------------ |
| 01    | Thüringen (TSV)         |                      |              |
| 02    | Baden-Württemberg (SBW) | u. a. Sven Hannawald |              |
| 03    |                         |                      |              |

Datum: Freitag, 4. Februar 1994
Für große Kritik sorgte die Vergabe der Team-Meisterschaft. Anstelle eines eigenen Wettbewerbes wurden von den jeweiligen Landesverbänden im Vorfeld des Einzelspringens von der Normalschanze vier Springer benannt, deren Ergebnisse aus dem Einzel zusammengezählt wurden.

## Zeitungsartikel
- Frankfurter Allgemeine Zeitung:

14. Januar 1994, Seite 25, Sport in Ergebnissen
16. Januar 1994, Seite 20, Ski nordisch
17. Januar 1994, Seite 21, Sport in Ergebnissen: Ski nordisch
6. Februar 1994, Seite 19, Weißflog findet sich auch im Halbdunkel zurecht, von Bruno Moravetz
28. März 1994, Seite 24, Sport in Ergebnissen: Ski Nordisch
28. März 1994, Seite 42, Ski Nordisch
- Neues Deutschland:

17. Januar 1994, Ski Nordisch
4. Februar 1994, Thüringer Sieg
5. Februar 1994, Kurz
7. Februar 1994, Ski Nordisch
28. März 1994, Skisport
- Der Tagesspiegel:

14. Januar 1994, Nummer 14794, Tennis. Zahlenspiegel
6. Februar 1994, Nummer 14817, Pohl ein trauriger Sieger. Der Meister nicht nach Lillehammer/Schwaar lachender Zweiter.
6. Februar 1994, Nummer 14817, Trainer Hess sauer über Landungen. Jens Weißflog wieder der „Überflieger“/Kampfgeist gefordert.
- Neue Zeit:

7. Februar 1994, Seite 15, Sport in Zahlen
7. Februar 1994, Seite 16, Duelle gab's nicht
- Saarbrücker Zeitung:

7. Februar 1994, Auslandsfußball...